# Ramodipalo
Ramodipalo è una frazione del comune di Lendinara situata all'incirca a 4 chilometri a ovest dal capoluogo sede municipale. Fu comune autonomo dal 1804 al 1927.

## Storia
Storicamente le prime informazioni scritte sull'abitato, risalenti al XII secolo, citano la località come "Ramo di palo", toponimo legato alla palude, in latino palus, che si era generata dal disalveamento delle acque dell'Adige che originariamente attraversava il territorio, acqua stagnante che rimase per almeno 150 anni cancellando così le arginature dei corsi d'acqua fino alla riemersione del terreno sulla destra di quello che era rinominato Adigetto.
Con l'annessione del territorio al Primo Impero francese e l'istituzione della preunitaria Repubblica Italiana, Ramodipalo venne elevato allo status di comune, rimanendo amministrativamente autonomo durante il successivo Regno d'Italia sotto il controllo napoleonico.
Conservò la propria autonomia anche dopo la cessione del territorio all'Impero austriaco, decisione scaturita dalle trattative durante il Congresso di Vienna, e la conseguente nascita del Regno Lombardo-Veneto, parte dell'allora lombardoveneta Provincia di Rovigo.
Con il vittorioso esito della terza guerra d'indipendenza e l'annessione del Veneto al neocostituito Regno d'Italia dal 1866, la perimetrazione delle province rimase invariata, ordinate secondo le disposizioni del Decreto Rattazzi emanato nel 1859 dal governo sabaudo, Ramodipalo conservò di conseguenza nuovamente la sua autonomia dai comuni confinanti sino al Regio Decreto del 16 giugno 1927 con il quale venne aggregato a quello di Lendinara.

## Geografia fisica
La frazione si estende sulla sponda destra dell'Adigetto in prossimità di Rasa, altra frazione storica del comune, e a qualche km a ovest di Lendinara. Il territorio è pianeggiante.

## Monumenti e luoghi d'interesse

### Architetture religiose

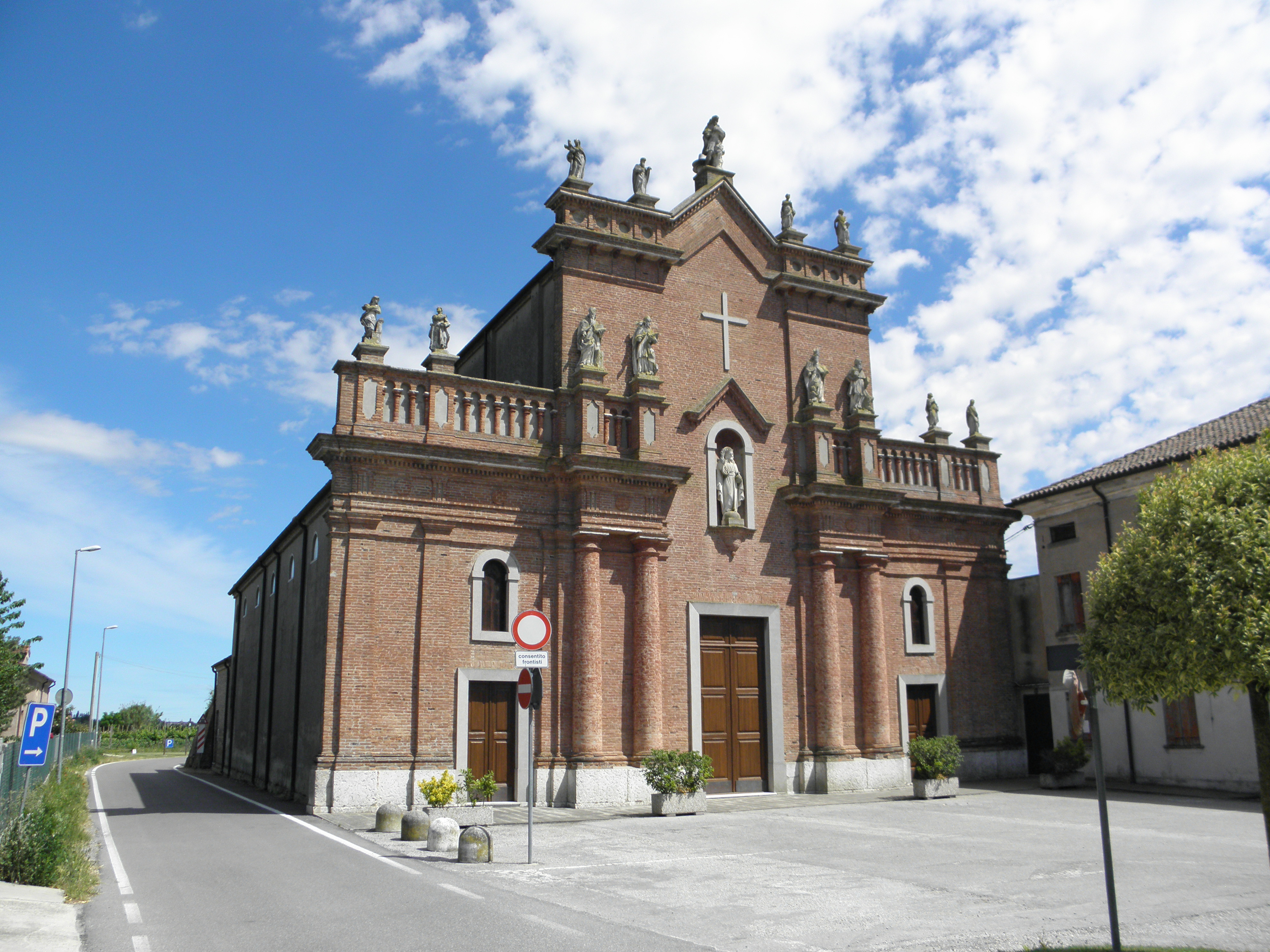
Chiesa di San Giacomo Apostolo.

- Chiesa di San Giacomo Apostolo. Chiesa parrocchiale e arcipretetale di antica istituzione, della quale si trova traccia fin dal XVI secolo, si trova all'estremità orientale dell'abitato in direzione del capoluogo. L'attuale edificio, in stile eclettico romano-gotico-rinascimentale, è caratterizzato principalmente da una facciata monumentale in laterizio, con mattoni faccia a vista impreziosita da semicolonne e statue. Venne eretto nel 1904 su progetto dell'ingegnere Pietro Zerbini, in prossimità del campanile della precedente chiesa, eretta tra il XVII e l'inizio del XVIII secolo.[5][6]

### Architetture civili

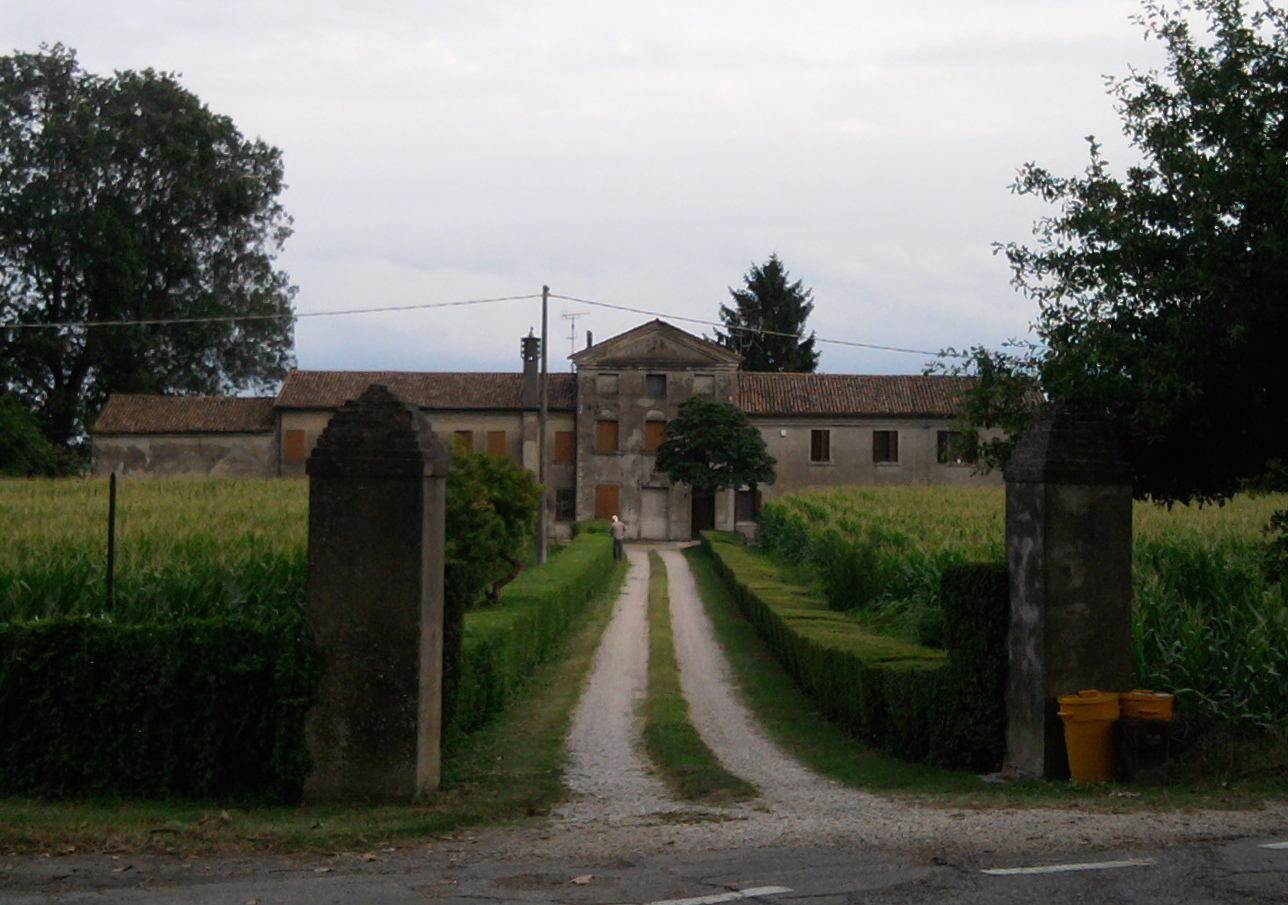
Villa Zerbinati.

- Scuola elementare, di impostazione classica dell'architettura razionalista eretta alla fine degli anni trenta del XX secolo, inaugurata tra il 1939 e il 1940. Dal 1927 al 1939 le scuole erano provvisoriamente spostate negli uffici dell'ex comune.
- Villa Zerbinati. La costruzione, che riprende l'impostazione tipica dell'abitazione rurale della nobiltà veneta, è di origine cinquecentesca ma l'attuale aspetto è dovuto ai numerosi interventi di ristrutturazione che si sono susseguiti nei secoli successivi. Del complesso, originariamente composto oltre che dalla casa padronale almeno a un rustico di servizio posto ortogonalmente, rimane solamente il corpo centrale, sviluppato su due piani e che presenta sulla facciata un frontone triangolare dove nel timpano ancora si intravede una traccia di affresco a tema religioso.[7]

## Infrastrutture e trasporti
L'abitato è raggiungibile da Lendinara tramite le due arterie che si diramano dal capoluogo in direzione ovest, la strada provinciale (SP) 15 sulla sponda sinistra dell'Adigetto e che porta a Rasa, impegnando poi il ponte nuovo, sulla SP 15, che poi prosegue fino a Canda. Da Ramodipalo si raggiungono anche il vicino abitato di Sabbioni, sempre in comune di Lendinara, e, attraverso la ex provinciale, Salvaterra, frazione dell'attiguo comune di Badia Polesine.
Ramodipalo era inoltre servita dalla stazione ferroviaria di Ramodipalo, dismessa nella seconda metà degli anni '70, sulla ferrovia Verona-Rovigo e che lo collegava a i principali centri abitati dell'Alto e Medio Polesine e alla provincia di Verona. Sempre negli anni '70 è stato automatizzato il passaggio a livello; in precedenza il capostazione, che abitava sopra alla stazione, andava ad alzare e abbassare le barriere ad ogni passaggio del treno.